# Сорокотязька сільська рада (Білоцерківський район)
| Сорокотязька сільська рада — орган місцевого самоврядування у Білоцерківському районі Київської області з адміністративним центром у с. Сорокотяги. Історична дата утворення: в 1921 році. Сільській раді підпорядковані населені пункти: - с. Сорокотяги |

## Склад ради
Рада складається з 12 депутатів та голови.

### Керівний склад ради
| ПІБ                       | Основні відомості                                                    | Дата обрання | Дата звільнення |
| ------------------------- | -------------------------------------------------------------------- | ------------ | --------------- |
| Василенко Олена Андріївна | Сільський голова, 1961 року народження, освіта, член народної партії | 26.03.2006   | 31.10.2010      |

Примітка: таблиця складена за даними джерела